# Don Giovanni (stripalbum)
Don Giovanni is het achttiende album in de Sophie-reeks. Het album is verschenen in Robbedoes nummer 2687 tot 2695 in 1989. Het album werd door Dupuis uitgegeven in 1990.

## Personages
- Sophie
- Mijnheer Karapolie
- Serafijn Schaap
- Jozef
- Pieters
- Zoef
- Ben Gladech (Gladde Sidi)
- Juul Vermeulen (Jo de Kruiper)
- Jules Van Doem
- Clotilde
- Charles Van Dijk (flash-backs)
- Commissaris Arnold Argwaan

## Uitvindingen van Karapolie
- het ei
- anti-diefstal tas

## Verhaal
Sophie en haar vader komen uit de bioscoop. Ze hadden vrijkaarten voor de film "De nacht der tijden" omdat Sophies vader de monsters voor deze film had gebouwd. Dit was te lezen in het derde deel van Sophie en inspecteur Ceris. Tijdens het stappen naar de wagen, worden ze verrast door hevige regenval. Omdat het nog een eindje lopen is, zoeken ze een plaats om te schuilen. Het blijkt een veilinggebouw te zijn. Sophie leest op een plakkaat dat er een veiling aan de gang is van de spullen van Charles Van Dijk. Sophies vader vertelt dat deze man een theaterspeler was die onlangs overleden is. Hij is op het toneel gestorven net als Molière. Na wat oude spullen te hebben bekeken, komen vader en dochter in de veilingzaal. Op dat moment wordt er een koffer met toneelkostuums geveild. Het bieden gaat tussen een oude heer en een kale man met bril en zwarte baard. Ze bieden tegen elkaar op totdat een ongure kerel de kale man iets toefluistert waardoor deze stopt met bieden. De oude heer wint het object en is hier duidelijk erg blij mee. Sophie vindt het een vreemde zaak, haar lijken die twee andere kerels onbetrouwbaar. Vader en dochter gaan naar buiten omdat het is gestopt met regenen. Ze passeren langs de achterkant van het veilinggebouw waar de goedereningang is. Op de binnenplaats zien ze de oude heer staan, rustig een sigaretje rokend met op de grond de kist die hij met het bieden gewonnen heeft.
Nauwelijks zijn Sophie en haar vader gepasseerd of ze horen geschreeuw. Als ze zich omdraaien zien ze de twee verdachte kerels van de binnenplaats komen die de kist dragen. Sophie gaat op hen af en springt op de kist, zodat de mannen ten val worden gebracht. Voordat ze kunnen terugvechten stopt er een kleine oranje wagentje de bestuurder claxonneert en de twee mannen genaamd Ben (de kale) en Jo beveelt om in te stappen. Dit doen de kerels en het drietal rijdt er haastig vandoor. De bestuurder blijkt een vrouw te zijn die de boeven aanspreken met bazin. Sophie en haar vader gaan de oude heer helpen. Gelukkig is hij niet gewond, vooral in school. Sophie vraagt aan haar vader of ze de oude heer naar huis kunnen brengen. Dit vindt haar vader een goede idee. De oude heer is hen heel dankbaar en tijdens de rit stellen ze zich aan elkaar voor. De heer heet Serafijn Schaap, een gepensioneerd leraar. Ze merken niet dat ze worden gevolgd door de oranje Fiat. Als Sophie en haar vader de kist binnen hebben gebracht, toont Serafijn hen zijn woonkamer. Vader en dochter zijn overdonderd. De kamer is helemaal ingericht als een prachtig toneeldecor. Serafijn legt uit dat het altijd zijn droom is geweest om toneelspeler of operazanger te worden. Als hij de kist opent kan hij zijn gasten vertellen van elk kostuum welke rol en in welk stuk de overleden acteur ermee optrad. Zo vindt hij een kostuum waarin Charles de rol van Almavita speelde in De Barbier van Sevilla. Als Serafijn het tourneeboek van Charles vindt, kan zijn blijdschap niet op. Bij het openen van het boek valt er een foto uit. Sophie raapt de foto op. Serafijn herkent Charles op de foto een schitterend kostuum dragend in zijn rol als Don Giovanni, zijn glansrol. Als kers op de taart toont Serafijn zijn gasten nog een hele garderobe aan theaterkostuums die hij op veilingen of bij theaters zelf heeft gekocht. Al die kostuums zijn allemaal ooit gedragen door bekende toneelspelers. Om Serafijn een plezier te doen trekt Sophies vader een van de kostuums aan. Sophie vindt het een kostelijk zicht haar vader van kop tot teen uitgedost als musketier inclusief hoed en degen. Als ze thuiskomen, vertellen ze het hele verhaal aan Jozef. Sophie merkt dat ze per ongeluk de foto van Serafijn heeft meegenomen. Ze besluit hem morgen te gaan opzoeken om hem de foto terug te geven. De volgende dag horen vader en dochter tijdens het ontbijt op de radio dat er afgelopen nacht een inbraak is geweest in de nationale schouwburg. De bandieten hebben een aantal kostuums vernield allemaal gedragen door Charles Van Dijk. Sophie en haar vader lijken het geen toeval te vinden hierbij denkend aan de overval de dag ervoor. Als ze vervolgens bezoek krijgen van Pieters die met Zoef komt aangereden, is Sophie erg blij. Ze begroet hen allebei hartelijk. Pieters vertelt dat hij even langs kwam omdat hij in de buurt was en een boodschap in de stad wil gaan doen. Sophie vraagt of ze met hem mee mag rijden om naar Serafijn te kunnen gaan en ook omdat ze nog eens graag met Zoef mee wil rijden. Pieters gaat akkoord. Tijdens de rit vertelt Sophie alles wat zij en haar vader de dag ervoor hebben meegemaakt. Op een bepaald ogenblik rijdt een oranje auto bijna op hen in. Sophie herkent de inzittenden als de twee mannen die de kist van Serafijn hadden geprobeerd te stelen. Ze vraagt aan Pieters om Zoef achter hen aan te laten gaan. Zoef doet dit, maar heeft moeite om de snellere wagen van de boeven bij te houden. Ze ontsnappen maar ternauwernood aan een bekeuring van de politie. Als Zoef dan ook nog agent Dorus (hier Theofiel genoemd) is het plan om zeep. Sophie beseft dat ze de boeven niet kunnen vatten en beter naar Serafijns woning rijden, want ze bedenkt dat de boeven vlak bij diens huis waren toen ze hen kruisten. Als Sophie en Pieters bij het huis van Serafijn aankomen, zien ze dat de deur open staat. Ze lopen meteen naar binnen en vinden Serafijn in zijn woonkamer gebonden en gekneveld op een stoel. De hele kamer is overhoop gehaald. Serafijn vertelt dat het dezelfde twee kerels waren die hem de dag voordien hadden overvallen. Ze bonden hem vast op de stoel, haalden de kamer overhoop en namen ten slotte het tourneeboekje van Charles Van Dijk mee. S Ze krijgen bezoek van de politie die de zaak van de vernielingen aan de kostuums van Charles Van Dijk onderzoekt. De leiding van dit onderzoek is in handen van commissaris Arnold Argwaan, die Sophie al eerder tegenkwam in haar avontuur met het pratende blok. De commissaris gebruikt nog steeds zijn onorthodoxe manier om te achterhalen of iemand een misdadige aanslag heeft door het bevoelen van de schedel van de persoon om te zoeken naar die zogenaamde misdaadknobbel. Na alle aanwezigen te hebben verhoord, gaat de politie weer weg. Sophie belooft aan Serafijn dat ze de volgende dag weer komt om hem te helpen met het weer in orde brengen van de overhoop gehaalde kamer. Pieters brengt Sophie weer naar huis. Op de terugweg merkt Sophie dat ze vergeten is om de foto terug te geven aan Serafijn. Pieters stelt voor om terug te rijden, maar Sophie zegt dat het niet nodig is omdat ze de volgende dag toch weer naar Serafijn gaat. Thuis aangekomen vertelt Sophie het hele verhaal aan haar vader. Sophies vader vertelt dat hij een interessant artikel in de krant heeft gelezen dat hij zijn dochter ook laat lezen. Het gaat over Jules Van Doem, een oude studiegenoot van Sophies vader. Jules Van Doem is aangewezen als opvolger van Charles Van Dijk en zal volgende week de rol spelen van Don Giovanni. Sophie vraagt haar vader of ze erheen kunnen gaan en stelt voor om Serafijn mee te vragen. Haar vader gaat hiermee akkoord. Wat ze niet weten is dat Ben en Jo Sophie en Pieters tot bij Sophies woning hebben gevolgd en hen hebben afgeluisterd. Hierdoor zijn ze op de hoogte van het feit dat Sophie de volgende dag naar Serafijn gaat. 
De volgende dag wil Jozef Sophie met de wagen brengen, maat deze weigert te starten. Sophie spreekt even met haar vader en weet deze te overhalen om met het ei naar Serafijn te gaan. Nauwelijks op weg komen Sophie en Jozef de oranje Fiat van de boeven tegen. Sophie slaagt er echter in om met enkele handige manoeuvres de boeven van zich af te slaan en zelfs in de rivier te doen belanden. Enkele dagen later vinden we Sophie samen met haar vader en Serafijn terug in de schouwburg. Ze zijn allen mooi uitgedost voor de voorstelling. Sophie draagt een bloemenkleedje en heeft ook een handtas bij zich. Jo en Ben zijn er ook maar hebben zich vermomd met valse baard en een pruik. Ze houden via een walkietalkie contact met hun bazin, die eveneens in de zaal aanwezig is. Het is een mooie donkerharige vrouw die een zwart kleedje draagt. Na de voorstelling neemt Sophies vader zijn dochter en Serafijn mee naar de kleedkamer van Jules Van Doem. Net als Sophies vader op de deur wil kloppen, klopt een heertje met hoed en paraplu en aktetas aan. De heer verontschuldigt zich en zegt tegen het drietal dat ze mogen voorgaan en hij geen haast heeft. Jules Van Doem is blij verrast om zijn oude studiemakker weer te zien. Sophies vader stelt Jules voor aan zijn dochter en Serafijn. Serafijn is helemaal in de war als hij oog in oog staat met een van zijn idolen. Na te hebben bijgepraat, vertelt Sophies vader de hele geschiedenis van de foto van Charles Van Dijk die de boeven met alle geweld wilden bemachtigen. Jules is zelf een goede vriend geweest van Charles. Hij vraagt of hij de foto mag zien. Sophie haalt deze uit haar tasje. Ze had hem dan toch maar zelf bewaard omwille van de boeven. Jules herkent de foto meteen. Aan de achterkant ziet hij dat er iets op is geschreven, maar de tekst is nog nauwelijks leesbaar. Jules neemt een aansteker en zet een vlam onder de foto waardoor de tekst weer zichtbaar wordt. Jules kende dit trucje (onzichtbare inkt van citroensap) nog van Charles, een grapje dat hij wel vaker met vrienden uithaalde. Net op het moment dat ze de tekst willen lezen, valt het boeventrio binnen met getrokken pistool. Jules herkent de bazin meteen als Clotilde, die tien jaar lang de huishoudster was van Charles. Ze is erg boos omdat ze zich zo heeft uitgesloofd voor Charles en helemaal niets van zijn erfenis had gekregen. Ze was ervan overtuigd dat hij veel geld had en geen erfgenamen. Ze wil nu graag alles hebben. Ze eist de foto, maar Sophie steekt deze in haar tasje. Clotilde gebiedt Ben om haar de tas af te pakken. Ben doet dit en gebiedt Sophie om mee te komen als gijzelaar. Sophie gaat gewillig mee met de boeven doe proberen om het gebouw ongezien te verlaten via de kelders. Het handvat van het tasje klemt zich op een moment om de pols van Ben en de tas begint zichzelf op te pompen. Ben komt nog nauwelijks vooruit en krijgt de tas niet door de deuropening van de uitgang. Buiten staat de politie met commissaris Argwaan. Het boeventrio wordt gearresteerd. Jules vraagt aan Clotilde waarom een aardige vrouw als zij dit heeft gedaan. Clotilde vertelt dat ze enkele dagen voor zijn dood Charles iets had zien schrijven op zijn favoriete foto. Charles stopte de foto snel weg, maar Clotilde had nog iets kunnen lezen van "dit is mijn testament". Omdat ze graag haar deel wilde van de erfenis omdat ze zo lang voor Charles had gezorgd, wilde ze de foto graag om te achterhalen waar Charles zijn fortuin had verborgen. Als Clotilde samen met haar handlangers door de politie wordt weggevoerd, heeft Jules medelijden met haar. Hij verklaart dat ze Charles altijd heeft vertroeteld. Als Sophie samen met haar vader, Jules en Serafijn terugkeren naar de kleedkamer van Jules om het mysterie van het fortuin van Charles te onthullen, vinden ze het vreemde heertje met de hoed en paraplu die nog steeds aan het wachten is bij de deur. Hij vertelt dat hij een huisvriend is van Charles en diamantair op rust. Hij vertelt hen dat Charles hem had benaderd voor een laatste gunst. De diamantair vervulde deze wens, met name om het fortuin van Charles te investeren in diamanten waarvan de diamantair knopen heeft gemaakt. Als ze de tekst op de foto nogmaals bekijken lezen ze dat diegene die met alle warmte van de kunst de rol van Don Giovanni kan vervullen, de erfgenaam van Charles zou worden. Hij zal voortaan dat stralende kostuum mogen dragen, hetgeen hem rijkdom zal brengen. Niemand behalve Sophie snapt dit raadsel. Ze vraagt aan Jules of hij misschien nog het Don Giovanni kostuum heeft dat Charles altijd droeg tijdens zijn optredens in deze rol. Jules opent zijn kleerkast en toont dit kostuum. Hij zegt dat hij dit inderdaad van Charles heeft gekregen, maar treedt er zelf niet mee op. Hij heeft immers zijn eigen garderobe zoals iedere acteur en verkiest een sober zwart Don Juanpak terwijl Charles uitbundiger was. Sophie maant Jules aan om het pak beter te bekijken. Jules kan zijn ogen niet geloven als hij merkt dat de knopen op het pak stuk voor stuk diamanten zijn. Een paar dagen later ontvangt Clotilde in de gevangenis een kistje met daarin een diamant. Het komt van Jules die hoopt dat ze hiermee een goede advocaat kan betalen.

## Trivia
Dit is het laatste Sophie-album waarin Pieters en Zoef optreden.